# 3879 Machar
3879 Machar este un asteroid din centura principală, descoperit pe 16 august 1983 de Zdeňka Vávrová.